# La Pouge
La Pouge är en kommun i departementet Creuse i regionen Nouvelle-Aquitaine i de centrala delarna av Frankrike. Kommunen ligger i kantonen Pontarion som tillhör arrondissementet Guéret. År 2022 hade La Pouge 96 invånare.

## Befolkningsutveckling
Antalet invånare i kommunen La Pouge
Referens:INSEE